# 好鄰舍北區教會
好鄰舍北區教會是香港的一間已經停運的教會，在2014年7月成立，主要服務新界北區的基層人士。2019年反對逃犯條例修訂草案運動期間，教會傳道人陳凱興與部份教友成立了守護孩子行動，以在示威現場阻止警員向參與抗爭的學生濫用過份暴力。

## 事件
2020年12月，香港警方以洗黑錢為由，凍結了好鄰舍北區教會的五個銀行戶口共2,500萬港元，並拘捕前董事和員工。傳道人陳凱興隨即公開教會帳目，以證明教會的帳目清晰，並表示帳目經會計師核數，洗黑錢相關罪名毫無根據。香港社會工作者總工會發表聲明，指好鄰舍北區教會向無家者提供免費宿位和外展社工服務，批評警方凍結其銀行戶口或令無家者未能得到適切的服務。隨後多名員工辭職，傳道人陳凱興亦遭通緝。

## 宣布停運
2021年6月2日凌晨，好鄰舍北區教會在facebook宣布團體已經在5月31日後停運，位於粉嶺及觀塘的兩個聚會點亦同時停租，聲明提及「感謝大家一路同行」。